# Рысева, Дарья Александровна
Дарья Александровна Рысева (род. 5 марта 1998 года, Челябинск) — российская волейболистка, связующая. Чемпионка летней Универсиады 2019 года. Чемпионка Европы среди молодёжных команд, серебряный призёр чемпионата мира среди молодёжи. Кандидат в мастера спорта по волейболу.

## Биография
Дарья Александровна Рысева родилась 5 марта 1998 года в Челябинске. Начала заниматься волейболом в СДЮСШОР «Юность-Метар».
Первым взрослым клубом для Дарьи стал московский «Луч». Потом провела игры за «Факел» из Нового Уренгоя.
В 2015 году она подписала контракт с подмосковным «Заречье-Одинцово». Отыграла в этом клубе 4 года. В 2018 году перешла в калининградский «Локомотив». Играет на позиции связующей. Чемпионка России 2021 и сребряный призёр чемпионата России 2019 года в составе «Локомотива».
На летней Универсиаде в Италии, в 2019 году, в составе национальной сборной России она стала победителем турнира.
В первую сборную России приглашается с 2018 года. Принимала участие в играх за сборную в женской Лиге наций 2019 года.

## Достижения

### Со сборными
- Чемпионка Европы 2016 года среди молодежи;
- Серебряный призёр чемпионата мира 2017 года среди молодежи;
- Чемпионка Летней Универсиады 2019 года.

### С клубами
- двукратная чемпионка России — 2021, 2022;
  - 3-кратный серебряный призёр чемпионатов России — 2019, 2020,  2023.
- двукратный серебряный (2021,  2022) и бронзовый (2019) призёр розыгрышей Кубка России.
- Обладатель Суперкубка России 2019.